# Здание мэрии Грозного
Здание мэрии Грозного было построено в центре города в начале XX века. Первоначально в нём работало городское дворянское собрание. После Октябрьской революции здание было передано городскому Дворцу пионеров. В 1991 году, после ГКЧП, в здании разместилось городское собрание. После завершения боевых действий в республике здание было передано мэрии города.

## История
Первоначально здание было деревянным и одноэтажным. В дореволюционное время в нём находилось дворянское собрание. В 1918 году здесь прошёл III съезд народов Терека. После Октябрьской революции в здании разместился городской дворец пионеров и школьников. Во дворце проходили детские праздники. Однажды во время празднования Нового года в здании случился пожар. Здание отстроили заново уже из камня. Каменное здание имело два этажа. В здании работали разнообразные кружки. В 1946—1949 годах здесь же размещался кукольный театр. В 1953 году здание было реконструировано по проекту архитектора Л. И. Хаита. В конце 1970-х годов на здании был надстроен третий этаж.
В 1955 году на здании была установлена мемориальная доска:
Здесь, в бывшем здании общественного собрания, в 1917 году проходили заседания Совета рабочих, солдатских и казачьих депутатов.
В 1969 году в сквере у здания Дворца пионеров был открыт памятник юному разведчику Володе Мордвинову.
В 1978 году на Дворце пионеров установили ещё одну мемориальную доску:
Здесь с 23 по 29 мая 1918 года проходил III съезд народов Терека.
После ГКЧП здание было передано мэрии и городскому собранию. В 1993 году, ходе становления независимой Ичкерии в республике назрел политический раскол между президентом Джохаром Дудаевым и оппозицией, на сторону которой перешла и мэрия. Оппозиция стала готовить проведение референдума о взаимоотношениях с Россией. Проведение референдума было назначено на 5 июня. Допустить нормализации отношений с Россией Дудаев не мог. В ночь на 5 июня президентские спецподразделения под руководством Шамиля Басаева захватили здание городского собрания, где в то время проходила работа Конституционного суда и парламента республики. При штурме погибли около 30 (по другим оценкам — до полусотни) оборонявшихся.
Здание было сильно разрушено в ходе первой и второй чеченских войн. Однако вскоре после завершения боевых действий второй войны оно было полностью восстановлено. В 2013 году здание было признано объектом культурного наследия России.
В июне 2024 года здание было снесено.